# Mamiya Universal

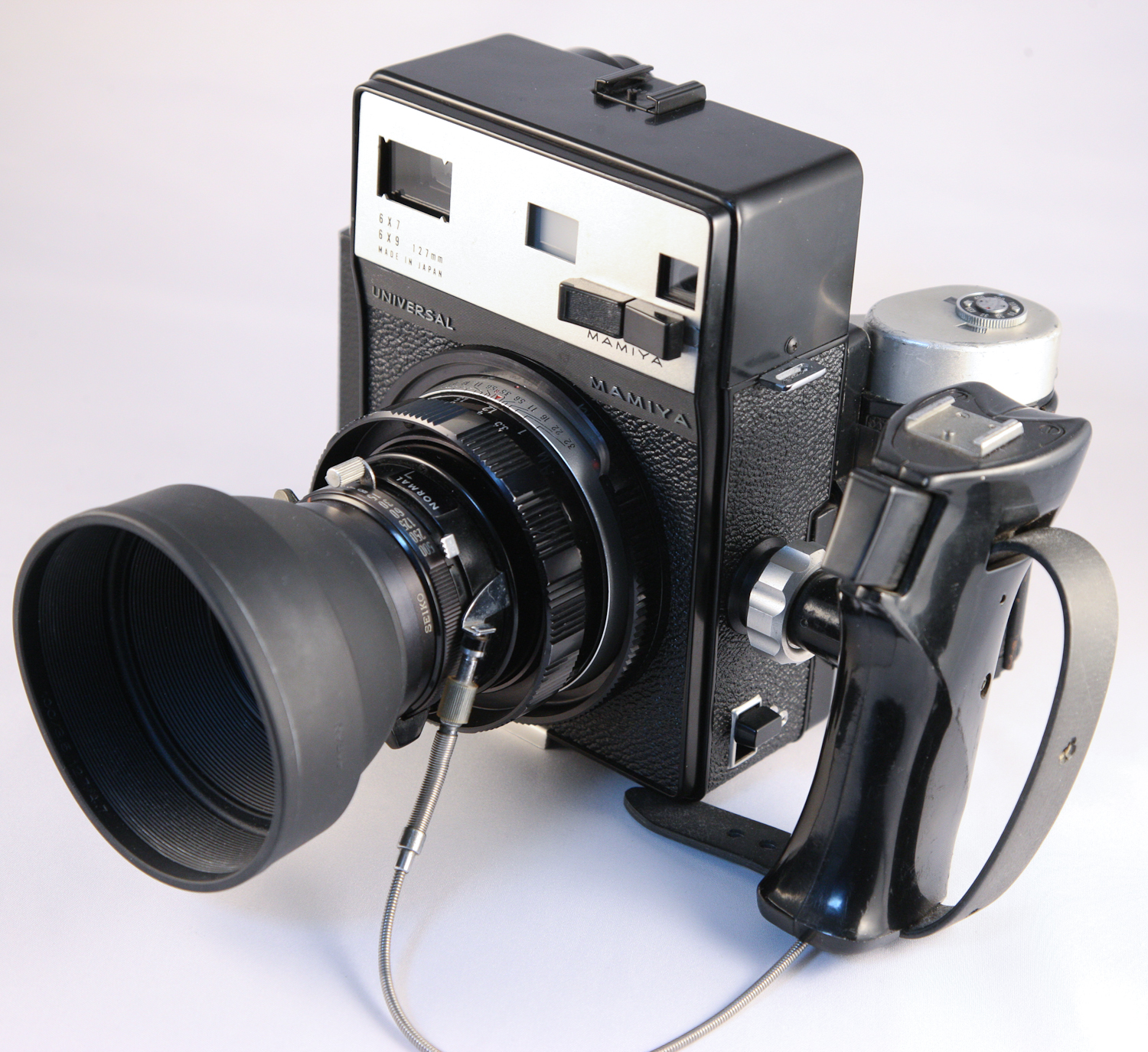
Mamiya Universal

Die Mamiya Universal ist eine Pressekamera des japanischen Herstellers Mamiya im Bildformat 6 × 9 cm.

## Beschreibung
Die Mamiya Universal war die letzte einer Serie von Pressekameras dieser Bauart von Mamiya (siehe auch Kamerasystem), die von 1969 bis in die 1990er Jahre gebaut wurde. Das Einsatzgebiet reichte von Presse- über Passfotos bis zur Landschafts- und Makrofotografie. Charakteristisch ist die Hochkantform. Die Firma Polaroid brachte Sofortbildvarianten der Mamiya Press auf den Markt (600 mit 127 mm Festbrennweite und 600SE mit Wechselobjektiven). Weitere Varianten umfassten die Press, die Super 23, und die Universal Press in schwarzer Lackierung. Im Gegensatz zu den Vorläufern war die Universal (daher wohl der Name) nicht mit einer bestimmten Art von Wechselmagazinanschluss ausgerüstet, sondern gestattete über die zwei Adapter „M“ (Mamiya) und „G“ (Graflex) das Ansetzen der Mamiya-eigenen Filmkassetten bzw. von Graflex-Rückteilen, wobei zu letzteren auch die Wechselmagazine für die Mamiya RB67 gehörten, die ebenfalls Graflex-kompatibel konstruiert waren.
Als späte Nachfolger der Universal können evtl. die Mamiya 6 und Mamiya 7 angesehen werden, die ebenfalls Messsucherkameras sind, allerdings Flexibilität zu Gunsten von Bedienkomfort opfern.

## Technische Ausstattung
- Austauschbare Objektive mit Bajonett von 50 bis 250 mm Brennweite
- gekoppelter Messsucher mit Parallaxenausgleich; Rahmeneinspiegelung für 100, 150 und 250 mm Brennweite
- Wechselmagazine für Rollfilm (Formate 6 × 9, 6 × 7, 6 × 4,5 cm), Planfilm, Polaroid-Sofortbildfilm und eine Einstellscheibe zur Bildbetrachtung
- Adapter zur Verwendung von Graflex/Mamiya RB-Magazinen
- Objektive im Stil des Großformates, d. h. der Auslöser befand sich direkt am Objektiv (ähnlich wie bei Alpa).
- Handgriff mit Drahtauslöser
- externe Sucher für 50- und 75-mm-Objektive.
- Das Standardobjektiv ist versenkbar.
- Nahringe für Makrophotographie

## Verfügbare Objektive
- Sekor 50mm f/6,3 – benötigt externen Sucher
- Sekor 65mm f/6,3 – benötigt externen Sucher
- Sekor 75mm f/5,6 – benötigt externen Sucher
- Sekor 90mm f/3,5
- Sekor 100mm f/3,5
- Sekor 100mm f/2,8
- Sekor 127mm f/4,7
- Sekor 150mm (zwei Varianten f/5,6)
- Sekor 250mm f/5
- Sekor 250mm f/8

## Abmessungen
- Abmessungen: 167 (H) × 121 (B) × 114 (T) mm (mit 100-mm-Objektiv)
- Gewicht: Gehäuse 950 g, 100-mm-Objektiv 480 g, Handgriff 300 g